# 대니얼 로치
대니얼 로치(Daniel Roche, 1999년 10월 14일 ~ )는 영국의 잉글랜드의 배우이다.

## 출연 작품
- 번스 (2010)
- 아웃넘버드 시즌1 (2007)